# Die Maus

Die Maus,  Gesellschaft für Familienforschung  e. V., ist ein genealogischer Verein in Bremen und wurde am 20. März 1924 gegründet. Seinen Namen erhielt der Verein dadurch, dass eine erste Fühlungnahme zu seiner Gründung in einem „Mausefalle“ benannten kleinen Raum des heutigen „Deutschen Hauses“ am Markt stattfand. Die Gründung ging zurück auf eine Initiative zweier schon länger in der Genealogie tätiger Männer:
- Gustav Wehner, Fregattenkapitän a. D., der schon seit 1911 Mitglied des damals in der Familien- und Wappenkunde in Deutschland maßgebenden Vereins HEROLD war.

- Johann Ueltzen-Barckhausen (1867–1937), Ingenieur a. D., der sich als Mitbegründer sowie 1907 und 1908 als Hauptgeschäftsführer der 1904 ins Leben gerufenen „Zentralstelle für Personen- und Familiengeschichte“ in Leipzig einen Namen gemacht hatte.

Gustav Wehner war bis 1934 Vorsitzender; er wurde Berater der türkischen Marine und war ab April 1935 Vorsitzender des Herold; und Johannes Ueltzen Stellvertretender Vorsitzender des Vereins. 1934 übernahm Ueltzen den Vorsitz von Wehner und blieb bis 1937 in dieser Position. Für ein Jahr folgte Leopold Bechtel und wurde 1939 von Friedrich Prüser abgelöst, welcher bis 1947 das Amt innehatte. Von 1947 bis 1951 war der ehemalige Schatzmeister und Stellvertretende Vorsitzende, Alfred Gildemeister, Vorsitzender. Für sieben Jahre war erneut der Vereinsmitgründer Gustav Wehner (1951–1958) und für fünf Jahre Karl Heinz Schwebel (1958–1963) im Amt. Schwebel war von 1974 bis 1982 Stellvertretender Vorsitzender. Bis 1969 hatte Klaus Schwarz das Amt inne und wurde von Elfriede Bachmann abgelöst. Sie blieb bis 1974. Anschließend war bis 1986 der ehemalige Stellvertretende Vorsitzende, Günther Thaden, Vorsitzender des Vereins. Von 1986 bis 1994 war Wolfgang Bonorden und dann bis 2005 Peter Ulrich Vereinsvorsitzender. Es folgte bis 2010 Rudolf Voß und dann bis 2019 Rolf Masemann. 2021 übernahm die kommissarische Vorsitzende, Freya Rosan, den Vorsitz.
Die neue Vereinigung wuchs schnell, und auch ihr Bestand an Büchern und Archivmaterial. Als die Geschäftsstelle im Zweiten Weltkrieg zweimal von Bomben getroffen wurde, kam sie beim nahen Bremer Staatsarchiv unter, und als 1944 auch das Archivgebäude zerstört wurde, konnte die „Maus“ Bücherei und familiengeschichtliche Sammlung in einem dem Staatsarchiv zur Verfügung stehenden Bunker unterbringen. Seitdem ist der Verein dem Staatsarchiv eng verbunden und verfügt dort noch heute über Arbeits- und Bibliotheksräume. Es gibt knapp 1.100 Mitglieder.
Die „Maus“ veröffentlicht in unregelmäßigen Abständen die „Blätter der Maus“ mit der Publikationsreihe „Die Gräber im Bremer St. Petri Dom“.
In Online-Datenbanken der Maus werden die Auswanderung über Bremen und Ortsfamilienbücher veröffentlicht. 
Von 1994 bis 2018 war Die Maus Mitherausgeber der Zeitschrift für Niederdeutsche Familienkunde, die unter Federführung der Genealogischen Gesellschaft Hamburg erscheint.